# Бучневич Павло Андрійович
Павло Андрійович Бучневич (рос. Павел Андреевич Бучневич; 17 квітня 1995, м. Череповець, Росія) — російський хокеїст, нападник. Виступає за «Сент-Луїс Блюз» у Національній хокейній лізі.
Вихованець хокейної школи «Сєвєрсталь» (Череповець). Виступав за «Алмаз» (Череповець), «Сєвєрсталь», «СКА» (Санкт-Петербург), «Гартфорд Вулф Пек», «Нью-Йорк Рейнджерс».
У складі національної збірної Росії учасник EHT 2015. У складі молодіжної збірної Росії учасник чемпіонатів світу 2014 і 2015. У складі юніорської збірної Росії учасник чемпіонату світу 2013.
Досягнення
- Срібний призер молодіжного чемпіонату світу (2015), бронзовий призер (2014).